# Пінега (річка)
Пі́нега (рос. Пинега) — річка в Архангельській області Росії, протікає по території Верхньотоємського, Пінезького та Холмогорського районів. Права притока річки Північної Двіни. Належить до водного басейну Білого моря.

## Географія

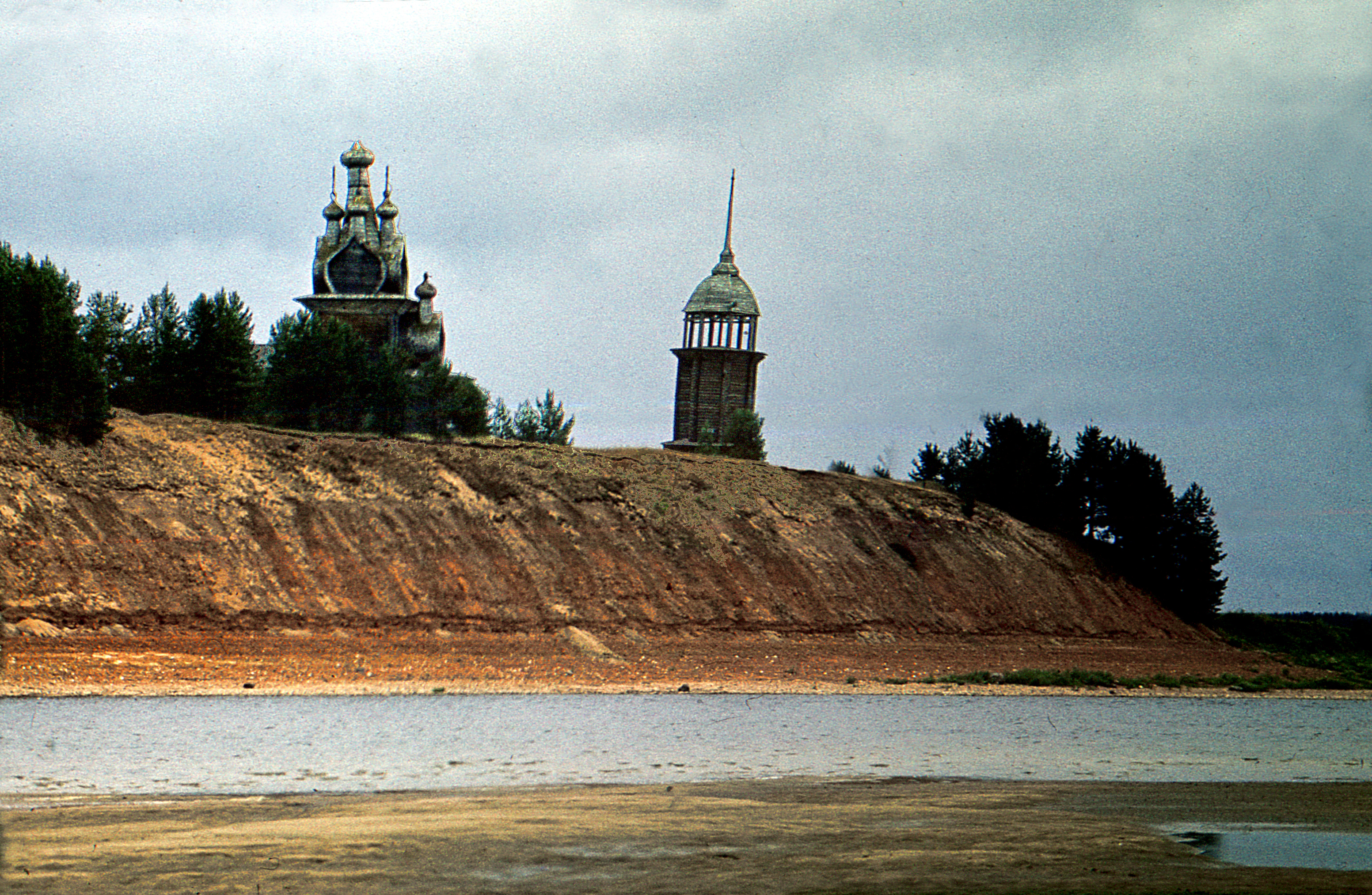
Чухченемський погост у селі Єдома, на березі Пінеги

Річка бере свій початок на високому (східному) правобережжі Північної Двіни, при злитті двох річок: правої — Білої (44 км) та лівої — Чорної (40 км) на висоті 135,2 м над рівнем моря (62°10′28″ пн. ш. 46°16′0″ сх. д. / 62.17444° пн. ш. 46.26667° сх. д.), за 27 км на схід — північний схід від села Заруба. Сам витік річки Білої, більш довшої складової Пінеги, знаходиться за 20 км на південний-схід, на висоті ~188 м над рівнем моря (62°3′8″ пн. ш. 46°28′14″ сх. д. / 62.05222° пн. ш. 46.47056° сх. д.). Тече головним чином паралельно Північній Двіні, на північний захід, в широкій заплавній долині. У нижній частині — продовжує текти у північно-східному напрямку, по карстовій області Біломорсько-Кулойського плато, а після покинутого села Вижеве повертає на захід, в районі відгалуження каналу Кулой — Пінега підходить на мінімальну відстань (4 км) до річки Кулой і повертає на південний захід, а після гирла Паленьги — на захід. Впадає у Північну Двіну з правого берега, за 137 км від її гирла (впадіння у Двінську губу Білого моря), на південній околиці селища Усть-Пінега.
Довжина річки — 779 км (від витоку річки Білої — 823 км), площа басейну — 42 000 км². Судноплавна від села Согра до гирла (ділянка довжиною 654 км), за даними ВРЕ річка судноплавна від пристані Горки до гирла, на ділянці близько 580 км.

## Гідрологія
Живлення річки змішане, з переважанням снігового, в теплий період — дощове. Середньорічна витрата води у гирлі — 430 м³/с, за 660 км від гирла становить 34 м³/с (станція в селі Согра), за 536 км від гирла — 101 м³/с (станція в селищі Сєвєрне), за 394 км від гирла — 174,5 м³/с (станція в селі Засур'є). Середній похил русла становить — 0,17 м/км. Зважаючи на рівнинний характер рельєфу місцевості по якій тече річка (падіння 134 м на 779 км довжини річки), течія її спокійна і повільна на всій протяжності, швидкість становить 0,6-0,3 м/с. У нижній частині ширина русла доходить до 550–650 м, а глибина — до 1,5-2,5 м, в гирлі, протягом 14-15 км, ширина доходить до 190 м, а глибина до 4 м.
Спостереженням за водним режимом річки Пінеги, яке проводилось протягом 86 років (1914–1999) на станції в поселені Кулогора, розташованого за 125 км від гирла, впадіння її у Північну Двіну було встановлено, що середньорічна витрата води яка спостерігалася тут у цей період становила 375,4 м³/с для водного басейну 36 700 км², що становить близько 87% від загальної площі басейну річки. Величина прямого стоку в цілому по цій частині басейну становить — 323 міліметра на рік, що може розглядатися як досить висока, але відповідає вимірам на більшості річок північно-європейської частини Росії.
За період спостереження встановлено, що річка замерзає в другій половині жовтня — початку листопада, розкривається в другій половині квітня — першій половині травня. Час максимальної повені триває в травні — червні (з чітким піком у травні) в результаті танення снігу. З середини червня, величина стоку падає, потім стабілізується в липні, щоб залишатися на високому рівні майже до кінця осені, в кінці вересня та особливо у жовтні, знову відмічається невелике збільшення величини стоку, що пояснюється значними осінніми атмосферними опадами у вигляді дощу. У грудні настає різке падіння величини стоку. Межень із грудня по березень включно.
Мінімальний середньомісячний стік за весь період спостереження становив 78 м³/с (у березні), що складає менше ніж 5% від максимального середньомісячного стоку, який відбувається у травні місяці та становить — 1 659 м³/с, і показує високу амплітуду сезонних коливань.
За період спостереження, абсолютний мінімальний місячний стік (абсолютний мінімум) становив 42,4 м³/с (у січні 1915 року), абсолютний максимальний місячний стік (абсолютний максимум) становив 2 910 м³/с (у травні 1955 року).

## Притоки
Річка Пінега приймає понад сотню приток, довжиною більше 10 км. Найбільших із них, довжиною понад 50 км — 23 (від витоку до гирла):
| Назва притоки          | Довжина,(км) | Площа водозбірного басейну, (км²) | Відстань від гирла Пінеги, (км) | Витрата води,(м³/с)                                            |
| ліві притоки           | ліві притоки | ліві притоки                      | ліві притоки                    | ліві притоки                                                   |
| ---------------------- | ------------ | --------------------------------- | ------------------------------- | -------------------------------------------------------------- |
| Охтома                 | 71           | 599                               | 683                             | 7,02 (5,2 км)                                                  |
| Лохома                 | 77           | 444                               | 664                             |                                                                |
| Улєша                  | 57           |                                   | 560                             |                                                                |
| Вия                    | 181          | 2 710                             | 546                             |                                                                |
| Пюла (Піола)           | 96           | 822                               | 430                             | 7,4 (8,8 км)                                                   |
| Сура                   | 92           | 1 100                             | 395                             | 11,03 (9,6 км) [Архівовано 24 вересня 2015 у Wayback Machine.] |
| Нельменга              | 62           |                                   | 326                             |                                                                |
| Юла                    | 250          | 5 290                             | 314                             | 48,6 (37 км) [Архівовано 4 березня 2016 у Wayback Machine.]    |
| Покшенга               | 170          | 4 960                             | 269                             | 50 (27 км) [Архівовано 4 березня 2016 у Wayback Machine.]      |
| Сія                    | 93           | 530                               | 74                              |                                                                |
| праві притоки          |              |                                   |                                 |                                                                |
| Велика Ілєша           | 204          | 2 250                             | 619                             | 18,1 (43 км) [Архівовано 12 березня 2013 у WebCite]            |
| Яба                    | 68           | 434                               | 596                             |                                                                |
| Шоча (Шеча)            | 120          | 993                               | 518                             |                                                                |
| Пишенця                | 80           | 686                               | 472                             |                                                                |
| Нюхча                  | 98           | 961                               | 469                             |                                                                |
| Мисова                 | 64           |                                   | 399                             |                                                                |
| Явзора                 | 101          | 528                               | 363                             | 6,5 (4 км) [Архівовано 4 березня 2016 у Wayback Machine.]      |
| Сямженга (Сямжа)       | 53           |                                   | 352                             |                                                                |
| Верхня Шарда           | 68           |                                   | 304                             |                                                                |
| Єжуга (Йожуга)         | 165          | 2 850                             | 187                             | 21 (50 км) [Архівовано 19 грудня 2015 у Wayback Machine.]      |
| Шукша (Пукша)          | 58           |                                   | 145                             |                                                                |
| Північний Гбач (Павна) | 59           |                                   | 68                              |                                                                |
| Чуплега (Сопля)        | 99           | 786                               | 46                              |                                                                |

## Острови
Русло Пінеги всіяне великою кількістю островів, найбільші із них розташовані в нижній течії (від витоку до гирла): Кулишов (0,2 км²), Кушпольський (0,2 км²), Круглий (2,1 км²), Красний (0,9 км²), Немнюзький (1,7 км²), Юбринський (1,0 км²), Юшков (0,7 км²), Гагарий (0,6 км²), Сметанський (1,0 км²), Нікольський Наволок (6,3 км²), Вардоменський (1,2 км²), Валадуха (0,7 км²), Чашкома (7,5 км²), Малетинський (1,5 км²), Голубин (0,4 км²), Першковський (0,5 км²), Сояльський (0,8 км²), Пепинський (0,2 км²), Большой (0,7 км²).

## Населенні пункти
На берегах річки розташовано кілька десятків населених пунктів (від витоку до гирла): селища: Білореченське, Палова, Керга (нежиле), села: Єфімове, Согра, Пуришевське, Сарчема, Машканове, Волинове, Пахомове, Велике, Ізереве (нежиле), Вадюга, Осяткіне, Дем'янове (нежиле), Чудинове, Мутокор'є (нежиле), Усть-Вийське, Хорнема, селище Сєверне, села: Кучкас, Занюхча, Нюхча, селища: Соснівка, Мамониха, Сульця, Кулосега, Шуйга, села: Острів, Сура, Засур'є, Занаволок, селище Новолавела, села: Лавела, Заєдов'є, Репище, Явзора, Лєтопала, Вєркола, Новий Шлях, Лосєве, Кушкопала, Єркіне, Шардонем, Церкова, Айнова, Кеврола, Ваймуша , Карпогори, Шотове, Мар'їне, Ясне, Шилега, Березник, Шотогорка, Пірінем, Чешегора, Вєєгора, Кусогора, Чакола, Матвєра, Вижеве (нежиле), Кулогора, Воєпала, Пінега, Вонга, Валдокур'є, Чушела, Петрова, Красна Горка, Кузомень, селище Білогорське, село Верхня Паленга, селища: Пічки, Усть-Пінега.